# Axel Hirschs pris
Axel Hirschs pris är ett litterärt pris som utdelas av Svenska Akademien sedan 1969 efter en donation från Axel Hirsch på 500 000 kronor. Enligt Hirschs testamente skulle priset utdelas vartannat år och kunna tillfalla även ledamot av akademien  men delades efter ett tag ut årligen. Priset är på två gånger 120 000 svenska kronor (2010) och utdelas till författare som under de senaste två åren utgivit en levnadsteckning av högt konstnärligt och kulturhistoriskt värde eller ett betydelsefullt historiskt arbete.
Donatorn Axel Hirsch gav även medel till ett pris i Hirschs namn som delas ut av Karolinska institutet sedan 1961 efter en donation vid institutets 150-årsjubileum året innan.

## Pristagare
- 1969 – Algot Werin, Carl-Eric Nordberg[1]
- 1971 – Henry Olsson[2]
- 1975 – Holger Frykenstedt, Erik Hjalmar Linder[5]
- 1979 – Magnus von Platen, Ragnar Svanström[6]
- 1981 – Erik Hjalmar Linder, Ulla Isaksson[7]
- 1988 – Bo Grandien, Olof Ruin, Lena Svanberg[8]
- 1989 – Peter Englund, Nils-Olof Franzén, Rune Waldekranz[9]
- 1991 – Sigrid Kahle, Bo Wallner[10]
- 1992 – Staffan Högberg, Lars-Erik Thunholm[11]
- 1993 – Lars Gustaf Andersson, Vivi Edström, Inga Zachau[12]
- 1994 – Marie-Christine Skuncke[13]
- 1995 – Svante Nordin, Magnus von Platen[14]
- 1996 – Lars Andersson, Pentti Virrankoski[15]
- 1997 – Knut Ahnlund, Sten Åke Nilsson[16]
- 1998 – Ronny Ambjörnsson, Michael Linton, Magnus Nyman, Evald Palmlund[17]
- 1999 – Peter Englund, Birgitta Holm[18]
- 2000 – Johan Svedjedal, Eva Öhrström
- 2001 – Lars Bergquist, Asta Bolin
- 2002 – Fredric Bedoire, Herman Schück
- 2003 – Gunnar Eriksson
- 2004 – Bengt Jangfeldt, Kerstin Vinterhed
- 2005 – Torsten Ekbom, Svante Nordin
- 2006 – Lars-Olof Larsson, Charlotta Wolff
- 2007 – Ulf Olsson, Johan Wrede
- 2008 – Jörn Donner, Håkan Lindgren
- 2009 – Marie-Louise Rodén, Henrika Tandefelt
- 2010 – Ingemar Nilsson, Peter Handberg
- 2011 – Henrik Berggren, Per Rydén
- 2012 – Ann Katrin Pihl Atmer, Åke Holmquist
- 2013 – Ingrid Carlberg, Anders Jarlert
- 2014 – Dan Korn, Göran Söderström
- 2015 – Håkan Håkansson, Jonas Jonson
- 2016 – Maja Hagerman, Lennart Pehrson
- 2017 – Fredrik Elgh, Göran Stenberg, Ola Wennstedt, Lena Johannesson
- 2018 – Görel Cavalli-Björkman, Gunnar Petri
- 2019 – Fredrik Hertzberg, Jens Liljestrand[19]
- 2020 –  Ingrid Carlberg, Nils Uddenberg[20]
- 2021 –  Jakob Lind, Claes Rainer[21]
- 2022 – Annika Sandén, Göran Rosenberg[22]
- 2023 – Hans-Gunnar Axberger, Claes Britton, Maja Larsson[23]
- 2024 – Fredric Bedoire, Staffan Carlsson och Eva Ekselius [24]

### Fotnoter
1. 1 2  ”Höjt Bellmanpris tillföll Österling”. Svenska Dagbladet:  s. 8. 21 december 1969. https://www.svd.se/arkiv/1969-12-21/8/SVD. Läst 26 september 2022.
2. 1 2  ”PRISEN”. Svenska Dagbladet:  s. 24. 21 december 1971. https://www.svd.se/arkiv/1971-12-21/24/SVD. Läst 26 september 2022.
3. ↑  ”Axel Hirschs pris”. Svenska Akademien. Arkiverad från originalet den 9 september 2011. https://web.archive.org/web/20110909074324/http://www.svenskaakademien.se/information/pressinformation/2011/axel_hirschs_pris_5. Läst 22 november 2012.
4. ↑  ”Karolinska institutet fick ökade resurser vid jubileumsbanketten”. Svenska Dagbladet:  s. 14. 4 december 1960. https://www.svd.se/arkiv/1960-12-04/14/SVD. Läst 26 september 2022.
5. ↑  Dagens Nyheter 21 december 1975. Läst 14 augusti 2023.
6. ↑  Dagens Nyheter 21 december 1979. Läst 14 augusti 2023.
7. ↑  Dagens Nyheter 22 december 1981. Läst 14 augusti 2023.
8. ↑  Dagens Nyheter 16 november 1988. Läst 14 augusti 2023.
9. ↑  Dagens Nyheter 22 november 1989. Läst 14 augusti 2023.
10. ↑  Dagens Nyheter 18 november 1991. Läst 14 augusti 2023.
11. ↑  Dagens Nyheter 1 mars 1992. Läst 14 augusti 2023.
12. ↑  Dagens Nyheter 26 februari 1993. Läst 14 augusti 2023.
13. ↑  Dagens Nyheter 24 februari 1994. Läst 14 augusti 2023.
14. ↑  Dagens Nyheter 24 februari 1995. Läst 14 augusti 2023.
15. ↑  Dagens Nyheter 3 april 1996. Läst 14 augusti 2023.
16. ↑  Dagens Nyheter 25 mars 1997. Läst 14 augusti 2023.
17. ↑  Dagens Nyheter 5 mars 1998. Läst 14 augusti 2023.
18. ↑  Dagens Nyheter 5 mars 1999. Läst 14 augusti 2023.
19. ↑  ”Axel Hirschs pris | Svenska Akademien”. www.svenskaakademien.se. https://www.svenskaakademien.se/press/axel-hirschs-pris-11. Läst 5 november 2019.
20. ↑  ”Axel Hirschs pris | Svenska Akademien”. www.svenskaakademien.se. https://www.svenskaakademien.se/press/axel-hirschs-pris-12. Läst 7 mars 2020.
21. ↑  ”Högtidssammankomst 2021 | Svenska Akademien”. www.svenskaakademien.se. https://www.svenskaakademien.se/akademien/sammankomster/hogtidssammankomsten/hogtidssammankomst-2021. Läst 21 december 2021.
22. ↑  Svenska Akademien (7 mars 2022). ”Axel Hirschs pris”. Pressmeddelande.  Läst 26 maj 2022.
23. ↑  ”De får Axel Hirschs pris”. Svenska Dagbladet. 30 mars 2023.
24. ↑  ”Axel Hirschs pris”. www.svenskaakademien.se. https://www.svenskaakademien.se/press/axel-hirschs-pris-2024. Läst 8 november 2024.